# بيل الدولية المحدودة
شركة بيل الدولية المحدودة هي شركة التجزئة الأولى للأحذية النسائية في الصين، حيث تمتلك 22٪ من حصة السوق المحلية. وتشارك في تصنيع وتوزيع وبيع الأحذية بالتجزئة. حيث تعرض عددًا من الأسماء التجارية، بما في ذلك بيل وستاكاتو وتينمكس وتاتا وفاتو وجيبي جابا وجوي وبيس وباتا. اعتبارًا من الاكتتاب العام الأولي للشركة في مايو 2007، كان لدى الشركة 3828 منفذًا للبيع بالتجزئة في 150 مدينة في الصين، و35 في هونج كونج وماكاو والولايات المتحدة. صنفت شركة بيل في المركز الثامن في سبتمبر 2008 في بيزنس ويك آسيا 50، وهو التصنيف السنوي لأفضل الشركات الآسيوية في بيزنس ويك.

## التاريخ
بدأ مؤسس شركة بيل ورئيس مجلس إدارتها تانغ يو، شركة لاي واه لتجارة الاحذية في عام 1981 في هونغ كونغ. بدأت شركة بيل الدولية في عام 1991 كشركة مصنعة للأحذية بالجملة، وتوسعت الشركة إلى البيع بالتجزئة في عام 2004. وقد اجتذبت مستثمري الأسهم الخاصة بما في ذلك مورغان ستانلي والمدير المحلي الصيني للأسهم الخاصة سي دي اتج للاستثمار. جمعت شركة بيل 1.1 مليار دولار في مايو 2007 في طرح عام أولي في بورصة هونغ كونغ. سُعر الطرح في قمة النطاق، في 31 ضعف أرباحه المقدرة لعام 2007، بعد أن طلب مستثمرو التجزئة أكثر من 500 ضعف الأسهم المخصصة لهم في البداية. وفقًا لنشرة الاكتتاب العام، قامت شركة استثمارية مرتبطة بـ برنار ارنو، الشركة الأم لمجموعة لوي فيتون الفرنسية للسلع الفاخرة، بشراء ما قيمته 30 مليون دولار من الأسهم كمستثمر استراتيجي في الشركة.  جمعت شركة بيل 775 مليون دولار إضافية في قائمتين ثانويتين في نوفمبر 2007 وأبريل 2008، والتي استخدمتها لشراء العديد من العلامات التجارية المنافسة.
في عام 2007، أعلنت شركة بيل عن صافي أرباح قدرها 291 مليون دولار (بزيادة 102٪ عن عام 2006) من مبيعات بلغت 1.7 مليار دولار (بزيادة 89٪ عن عام 2006). تمثل علاماتها التجارية النسائية الثلاث - ستاكاتاو وميليز وجوي أند بيس - حوالي 50٪ من مجمل حصص الأحذية التي يتراوح سعرها بين 90 و150 دولارًا في الصين. تمثل الأحذية غير الرياضية 67٪ من المبيعات، وتشكل اتفاقيات الترخيص مع العلامات التجارية العالمية النسبة المتبقية. فازت شركة بيل في عام 2006 بعقد لتكون أكبر موزع لشركة نايكي وأديداس في الصين. تدير شركة بيل أيضًا علامات تجارية أخرى للملابس الرياضية والترفيهية بما في ذلك شركة لي نينغ المحدودة وريبوك وشركة كابا.
باعت شركة بيل في عام 2009 أسهمها في فيلا الصينية لشركة انتا للادوات الرياضية، والتي كانت تمتلك 85٪ منها.

## روابط خارجية
- بيل انترناشونال هولدينجز ليمتد